# كاريز در
كاريز در (بالفارسية: کاریزدر) هي مستوطنة تقع في قسم بام الريفي (مقاطعة إسفراين) في إيران. يقدر عدد سكانها بـ 145 نسمة بحسب إحصاء 2016.